# جيمس أير
جيمس أير (بالإنجليزية: James Eyre)‏ هو عسكري بريطاني، ولد في 2 نوفمبر 1930 في لندن في المملكة المتحدة، وتوفي في 3 يناير 2003.